# Moses Ugbisie
Moses Omote Ugbisie (ur. 11 grudnia 1964 w Uwherun) – nigeryjski lekkoatleta specjalizujący się w długich biegach sprinterskich, dwukrotny uczestnik letnich igrzysk olimpijskich (Los Angeles 1984, Seul 1988), brązowy medalista olimpijski z Los Angeles w biegu sztafetowym 4 × 400 metrów.

## Sukcesy sportowe
- dwukrotny mistrz Nigerii w biegu na 400 metrów – 1982, 1986[1]

| Rok  | Miasto      | Zawody               | Konkurencja                      | Wynik                     |
| ---- | ----------- | -------------------- | -------------------------------- | ------------------------- |
| 1984 | Los Angeles | Igrzyska olimpijskie | sztafeta 4 × 400 m               | brązowy medal             |
| 1984 | Rabat       | Mistrzostwa Afryki   | sztafeta 4 × 400 m               | srebrny medal             |
| 1985 | Kair        | Mistrzostwa Afryki   | sztafeta 4 × 400 m               | srebrny medal             |
| 1987 | Nairobi     | Igrzyska afrykańskie | sztafeta 4 × 400 m bieg na 400 m | złoty medal brązowy medal |
| 1987 | Zagrzeb     | Uniwersjada          | bieg na 400 m                    | srebrny medal             |
| 1988 | Annaba      | Mistrzostwa Afryki   | bieg na 400 m                    | brązowy medal             |
| 1988 | Seul        | Igrzyska olimpijskie | sztafeta 4 × 400 m               | 7. miejsce                |

## Rekordy życiowe
- bieg na 400 metrów – 45,28 – Baton Rouge 04/06/1987
- bieg na 400 metrów (hala) – 47,41 – Indianapolis 06/03/1987